# IFA P2M
IFA P2M — це позашляховик (автомобіль підвищеної прохідності), що виробляється в НДР для військового використання.
P2M є наступником IFA P1, який був розроблений у Дослідницькому та дослідницькому центрі Хемніца (FEW) та виготовлений на заводі Sachsenring Zwickau.

## Двигун
- 2,4 л OM6-35 І6 65 к.с. 152 Нм